# ロバート・リチャードソン (撮影監督)
ロバート・リチャードソン（Robert Richardson, 1955年8月27日 - ）はアメリカ合衆国マサチューセッツ州出身の映画撮影監督。

## 略歴
ロードアイランド・スクール・オブ・デザイン卒業。
オリヴァー・ストーン、マーティン・スコセッシ、クエンティン・タランティーノ監督作品で知られる。1991年の『JFK』と2004年の『アビエイター』、2011年の『ヒューゴの不思議な発明』で、アカデミー撮影賞を受賞している。
ロバート・デ・ニーロがイメージキャラクターに選ばれた2009年フルモデルチェンジのスバルレガシィの日本版CMの撮影も手掛けている。

## 主な作品
- サルバドル/遥かなる日々 Salvador (1986)
- プラトーン Platoon (1986)
- ウォール街 Wall Street (1987)
- トーク・レディオ Talk Radio (1988)
- 7月4日に生まれて Born on the Fourth of July (1989)
- ドアーズ The Doors (1991)
- JFK JFK (1991)
- 希望の街 City of Hope (1991)
- ア・フュー・グッドメン A Few Good Men (1992)
- 天と地 Heaven & Earth (1993)
- ナチュラル・ボーン・キラーズ Natural Born Killers (1994)
- カジノ Casino (1995)
- ニクソン Nixon (1995)
- Uターン U Turn (1997)
- ウワサの真相/ワグ・ザ・ドッグ Wag the Dog (1997
- モンタナの風に抱かれて The Horse Whisperer (1998)
- ヒマラヤ杉に降る雪 Snow Falling on Cedars (1999)
- 救命士 Bringing Out the Dead (1999)
- サハラに舞う羽根 The Four Feathers (2002)
- キル・ビル Kill Bill (2003)
- キル・ビル Vol.2 Kill Bill: Vol. 2 (2004)
- アビエイター The Aviator (2004)
- グッド・シェパード The Good Shepherd (2006)
- イングロリアス・バスターズ Inglourious Basterds (2009)
- シャッター アイランド Shutter Island (2010)
- 食べて、祈って、恋をして Eat Pray Love (2010)
- ジョージ・ハリスン/リヴィング・イン・ザ・マテリアル・ワールド George Harrison: Living in the Material World (2011)
- ヒューゴの不思議な発明 Hugo (2011)
- ジャンゴ 繋がれざる者 Django Unchained (2012)
- ワールド・ウォーZ World War Z (2013)
- ヘイトフル・エイト The Hateful Eight (2015)
- 夜に生きる Live by Night (2016)
- ブレス しあわせの呼吸 Breathe (2017)
- アドリフト 41日間の漂流 Adrift (2018)
- ワンス・アポン・ア・タイム・イン・ハリウッド Once Upon a Time in Hollywood (2019)
- JFK/新証言 知られざる陰謀【劇場版】 JFK Revisited: Through the Looking Glass (2021)
- ヴェノム:レット・ゼア・ビー・カーネイジ Venom: Let There Be Carnage (2021)
- 自由への道 Emancipation (2022)
- AIR/エア Air (2023)